# Bourg-Blanc
Bourg-Blanc è un comune francese di 3 402 abitanti situato nel dipartimento del Finistère nella regione della Bretagna.

## Società

### Evoluzione demografica
Abitanti censiti